# Бруно, Дилан
Ди́лан Бру́но (англ. Dylan Bruno; род. 6 сентября 1972, Милфорд) — американский актёр.

## Биография
Дилан Бруно — сын актёр Скотта Бруно и Нэнси Бруно, рос с братом Крисом (тоже будущим актёром). В средней школе занимался борьбой. В 1994 году закончил Массачусетский технологический институт, во время учёбы играл в институтской команде по американскому футболу. После окончания института Бруно работал в компании робототехники, прежде чем решил продолжить карьеру в актёрском мастерстве.В 1995 году участвовал в телепрограмме «Американские гладиаторы». Работал моделью у Кельвина Кляйна. Актёрский дебют состоялся в 1995 году. Наиболее заметная роль Бруно в кино — бунтарь Джонни Блэк в «Поваренной книге анархиста» (2002). В настоящее время занят в сериале «4исла». В 2006 году актёр женился на шведке Эммели Халтквист, год спустя у супругов родился сын.

## Избранная фильмография
- 1995 — High Sierra Search and Rescue
- 1998 — Когда молчат фанфары / When Trumpets Fade
- 1998 — Спасти рядового Райана / Saving Private Ryan
- 2006 — Мёртвая зона / The Dead Zone
- 1999 — Кэрри 2: Ярость / The Rage: Carrie 2
- 2000 — Там, где сердце / Where the Heart Is
- 2001 — Противостояние / The One
- 2002 — Поваренная книга анархиста / Anarchist Cookbook — Джонни Блэк
- 2004 — Северный берег (телесериал) / North Shore — Трей Чейз
- 2005—2008 — 4исла / Numb3rs — Колби Грейнджер
- 2005 — настоящее время — Анатомия страсти / Grey's Anatomy — Гриффин Левис
- 2005 — 2017 — Кости / Bones — Тревор Бартлетт
- 2005 — Секс, любовь и секреты / Sex, Love & Secrets — Билли Гаррити
- 2007 — Последний из романтиков / Last of the Romantics — Чет Дикман
- 2008 — Услуга за услугу / Quid Pro Quo — Скотт
- 2008 — 2015 — Менталист / The Mentalist
- 2009 — настоящее время — Морская полиция: Лос-Анджелес / NCIS: Los Angeles — Роберт Браун
- 2010 — 2016 — Напарницы / Rizzoli & Isles — Брюс
- 2010 — настоящее время — "Черный ящик" ТВ / BlackBoxTV — Джои
- 2010 — настоящее время — Гавайи 5.0 / Hawaii Five-0 — Ли Кэмпбелл
- 2014 — Агенты «Щ.И.Т.» / Agents of S.H.I.E.L.D. — Буйвол
- 2014 — Заложница 3 / Taken 3 — детектив Смит